# Горан Марић (музичар)
Горан Марић (Ђаковица, 1968) српски је рок музичар и песник, најпознатији по свом раду у рок-групи Бјесови.

## Биографија
Рођен је у Ђаковици, а у раном детињству се његова породица пресељава у Горњи Милановац, где завршава основну и средњу школу. Тада почиње да се дружи са Зораном Маринковићем, а као најважнији производ те везе настају Бјесови. Горан Марић је био половина певачког дуета групе од настанка, па до њеног распуштања 1997.
Након привременог престанка рада Бјесова, Марић уписује Богословски факултет у Београду, а 1999. је један од организатора пројекта Песме изнад Истока и Запада.
Тренутно је власник школе за рачунарство и стране језике у Београду.